# Prionchulus longus
Prionchulus longus är en rundmaskart. Prionchulus longus ingår i släktet Prionchulus och familjen Mononchidae. Inga underarter finns listade i Catalogue of Life.